# Criptografia negável
Em criptografia e esteganografia, é entendido como criptografia negável as técnicas de criptografia cujo resultado permita que a existência de um arquivo cifrado ou mensagem seja negável, de tal forma de que um adversário não seja capaz de provar que tais informações existam.
Os usuários desse tipo de criptografia podem negar de forma convincente que um conjunto de dados esteja cifrado ou que eles sequer existam. Tal alegação pode ser verdadeira ou falsa, pois é impossível provar o contrário sem a cooperação dos mesmos, dado que eles também podem legitimamente não ter acesso ou ciência da existência dos dados. A criptografia negável prejudica a capacidade do acusador de afirmar que existam dados criptografados ou que a pessoa de posse deles seja capaz de decifrá-los.

## Função
Normalmente um texto cifrado pode ser decifrado para obter um único texto em claro e, portanto, uma vez decifrado, o usuário não pode afirmar que a mensagem decifrada é diferente do original. A criptografia negável permite encriptar um texto e obter, se necessário, uma alternativa de texto simples que tem a função de "engodo". O atacante, mesmo se ele é capaz de forçar o usuário a produzir um texto claro não pode perceber qualquer diferença real entre o texto em claro e as alternativas. O usuário pode sempre defender-se, de tempos em tempos, escolhendo se quer produzir, a partir do mesmo texto cifrado, o verdadeiro texto original ou outro texto de disfarce.
A noção de "criptografia negável" foi usada por Julian Assange e Ralf Weinmann no Rubberhose (software) e explicada em detalhe num artigo de Ran Canetti, Cynthia Dwork, Moni Naor, e Rafail Ostrovsky em 1996.

## Cenário
A criptografia negável permite que o remetente da mensagem cifrada possa negar o envio dessa mensagem. Isto requer uma terceira pessoa de confiança. Aqui está um cenário possível:
1. Alice é a esposa de Bob, que suspeita que sua mulher esteja envolvida em adultério. Ela quer se comunicar com seu amante Carl em segredo. Ela cria duas chaves, uma com a intenção de mantê-la secreta, e outra destinada a ser sacrificada. Ela passa a chave secreta (ou ambas) a Carl.
2. Alice constrói uma mensagem inofensiva M1 para Carl (destinada a ser revelada a Bob no caso de emergência) e uma carta de amor de conteúdo incriminatório M2 para Carl. O texto M1 é cifrado com a chave K1 e M2 com a chave K2. No momento da criptografia M1 e M2 são mescladas em uma única mensagem cifrada que é enviada para Carl.
3. Carl usa sua chave privada K2 para decifrar M2 e lê o texto secreto.
4. Bob descobre a mensagem cifrada para Carl, torna-se suspeitoso e constrange Alice de decifrar a mensagem.
5. Alice usa a chave de sacrifício K1 e a revela a Bob que lê o texto inofensivo M1. E porque Bob não sabe a chave de outro, ele tem que assumir que não há outra mensagem M2.

Outro cenário possível é que Alice cria uma mensagem cifrada com instruções secretas para Bob e Carl. A mensagem tem instruções diferentes e cada um destinatário não deve ficar a conhecer as instruções do outro. Carl pode receber a mensagem só por meio de Bob.
1. Alice constrói a mensagem cifrada (M1 com K1 e M2 com K2) e a envia para Bob.
2. Bob usa sua chave K1 e lê as instruções M1. Não pode ler M2.
3. Bob envia a mensagem cifrada para Carl.
4. Carl usa sua chave K2 e lê as instruções M2. Não pode ler M1.

## Formas modernas de criptografia negável
As modernas técnicas de criptografia negável exploram as propriedades de permutação pseudoaleatória de cifras por bloco, tornando-se impossível provar que o texto cifrado não corresponde a dados aleatórios, gerados por um gerador de números pseudoaleatórios criptograficamente seguro. Usa-se também este método em combinação com um ou mais dados chamariz que o usuário deseja manter plausivelmente segredos, e que serão revelados em caso de ataque, afirmando que isso é tudo que existe. Esta forma de criptografia negável às vezes é denotada como esteganografia.
Outro exemplo de criptografia negável é o sistema de ficheiros criptográfico que utiliza o conceito de níveis abstratos, onde cada nível é cifrado com uma chave diferente, e com níveis adicionais especiais, com função de "chaff", preenchidos de dados aleatórios. O usuário armazena alguns ficheiros "chamarizes" em um ou mais níveis, negando a existência de outros níveis com ficheiros secretos, dizendo que o espaço restante é ocupado por níveis de chaff. Fisicamente, este tipo de sistema de ficheiros é armazenado em um único diretório que contém ficheiros de tamanho igual e de marca temporal casual. Os nomes são gerados por acaso - se eles pertencem às níveis de chaff - ou são hash criptográficos de cadeias que identificam os blocos. Sistema de ficheiros Rubberhose e PhoneBookFS utilizam essa abordagem.
Outro método utilizado por alguns software de criptografia de disco é a criação de um segundo volume cifrado dentro de um volume com funções de recipiente. O volume é formatado com dados aleatórios cifrados e então inicializado com um sistema de ficheiros que o usuário preenche com dados plausivelmente sensíveis. Após, internamente ao volume recipiente se insere um segundo volume escondido com os dados segredos que o usuário queira armazenar. Como em outros exemplos, a proteção do volume cifrado traz força das propriedades de permutação pseudoaleatória de cifras por bloco.
A integridade do volume cifrado depende da possibilidade de não aumentar o tamanho dos dados contidos no volume do recipiente, até chegando a sobrescrever o espaço oculto cifrado alocado no interior. Talvez, no tempo pode ser necessário "congelar" o volume recipiente para preservar aquilo escondido, correndo o risco de torná-lo suspeito por causa das marcas temporais de último acesso e modificação, nunca atualizadas. FreeOTFE e BestCrypt podem conter mais volumes cifrados no volume recipiente, TrueCrypt é limitado a um único volume escondido.

## Críticas
A existência de um volume oculto pode ser afetada por implementações de criptografia com elementos previsíveis, ou por efeito de alguns ferramentas forenses que podem forçar a revelar a presença de dados cifrados, não-aleatórios. Foi também sugerida a vulnerabilidade de volumes cifrados, se processados com o teste de randomização chi-quadrado, e que seria necessária, depois de cada modificação de dados cifrados, uma inclusão de elementos de correção para reduzir o volume a um estado razoável de aleatoriedade.
A criptografia negável foi também criticada por sua incapacidade de defender os usuários contra a coação e tortura (criptoanálise de mangueira de borracha). De fato, alguns usuários e os desenvolvedores têm medo de que a utilização mesma de instrumentos com apoio da criptografia negável possa empurrar os atacantes a não interromper as investigações, mesmo quando o usuário arremeda de cooperar, fornecendo a chave.